# Suregada africana
Suregada africana är en törelväxtart som först beskrevs av Otto Wilhelm Sonder, och fick sitt nu gällande namn av Johannes Müller Argoviensis. Suregada africana ingår i släktet Suregada och familjen törelväxter. Inga underarter finns listade i Catalogue of Life.